# Yangdenghu (köpinghuvudort i Kina, Jiangsu Sheng, lat 31,49, long 120,72)
Yangdenghu (kinesiska: 阳澄湖, 阳澄湖镇) är en köpinghuvudort i Kina. Den ligger i provinsen Jiangsu, i den östra delen av landet, omkring 190 kilometer öster om provinshuvudstaden Nanjing. Antalet invånare är 53 386. Befolkningen består av 27 036 kvinnor och 26 350 män. Barn under 15 år utgör 6,0 %, vuxna 15-64 år 83 %, och äldre över 65 år 9,0 %.
Runt Yangdenghu är det tätbefolkat, med 762 invånare per kvadratkilometer. Närmaste större samhälle är Changshu City, 17,0 km norr om Yangdenghu. Trakten runt Yangdenghu består till största delen av jordbruksmark.
Genomsnittlig årsnederbörd är 1 661 millimeter. Den regnigaste månaden är juni, med i genomsnitt 221 mm nederbörd, och den torraste är december, med 59 mm nederbörd.